# Cussac (Haute-Vienne)
Pour les articles homonymes, voir Cussac.
Cussac (Cussac en occitan) est une commune française située dans le département de la Haute-Vienne, en région Nouvelle-Aquitaine.
Elle est intégrée au parc naturel régional Périgord-Limousin.
Ses habitants sont appelés les Cussacois.

## Géographie

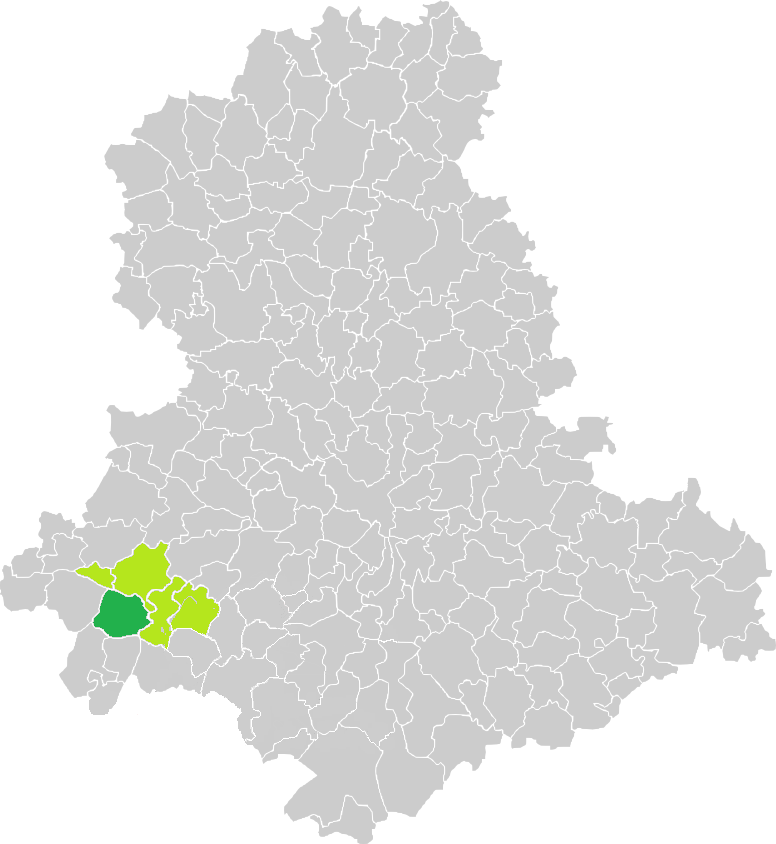
Situation de la commune de Cussac en Haute-Vienne.

Cette commune est à environ 45 km au sud-ouest de Limoges. Elle est connue dans le monde du motocross et du quad grâce à son championnat de France du motocross qui s'y déroule en avril depuis 2013 sur le terrain moto-cross de Piégut à Cussac.

### Communes limitrophes
Les communes limitrophes sont Oradour-sur-Vayres, Champagnac-la-Rivière, La Chapelle-Montbrandeix, Marval, Saint-Bazile et Saint-Mathieu.
| Saint-Bazile  | Oradour-sur-Vayres       |                       |
| Saint-Mathieu | Cussac                   | Champagnac-la-Rivière |
| Marval        | La Chapelle-Montbrandeix |                       |

### Climat
Pour des articles plus généraux, voir Climat de la Nouvelle-Aquitaine et Climat de la Haute-Vienne.
Historiquement, la commune est exposée à un climat océanique limousin.
En 2020, Météo-France publie une typologie des climats de la France métropolitaine dans laquelle la commune est exposée à un climat océanique altéré et est dans une zone de transition entre les régions climatiques « Poitou-Charentes » et « Ouest et nord-ouest du Massif Central ».
Pour la période 1971-2000, la température annuelle moyenne est de 11,5 °C, avec une amplitude thermique annuelle de 14,5 °C. Le cumul annuel moyen de précipitations est de 1 087 mm, avec 13,6 jours de précipitations en janvier et 8 jours en juillet. Pour la période 1991-2020, la température moyenne annuelle observée sur la station météorologique la plus proche, située sur la commune de Champagnac-la-Rivière à 5 km à vol d'oiseau, est de 11,5 °C et le cumul annuel moyen de précipitations est de 1 189,6 mm,. Pour l'avenir, les paramètres climatiques de la commune estimés pour 2050 selon différents scénarios d’émission de gaz à effet de serre sont consultables sur un site dédié publié par Météo-France en novembre 2022.

## Urbanisme

### Typologie
Au 1er janvier 2024, Cussac est catégorisée commune rurale à habitat dispersé, selon la nouvelle grille communale de densité à sept niveaux définie par l'Insee en 2022.
Elle est située hors unité urbaine et hors attraction des villes,.

### Occupation des sols
L'occupation des sols de la commune, telle qu'elle ressort de la base de données européenne d’occupation biophysique des sols Corine Land Cover (CLC), est marquée par l'importance des forêts et milieux semi-naturels (53,3 % en 2018), une proportion sensiblement équivalente à celle de 1990 (53 %). La répartition détaillée en 2018 est la suivante :
forêts (53,3 %), prairies (25,9 %), zones agricoles hétérogènes (17,8 %), zones urbanisées (3 %). L'évolution de l’occupation des sols de la commune et de ses infrastructures peut être observée sur les différentes représentations cartographiques du territoire : la carte de Cassini (XVIIIe siècle), la carte d'état-major (1820-1866) et les cartes ou photos aériennes de l'IGN pour la période actuelle (1950 à aujourd'hui).

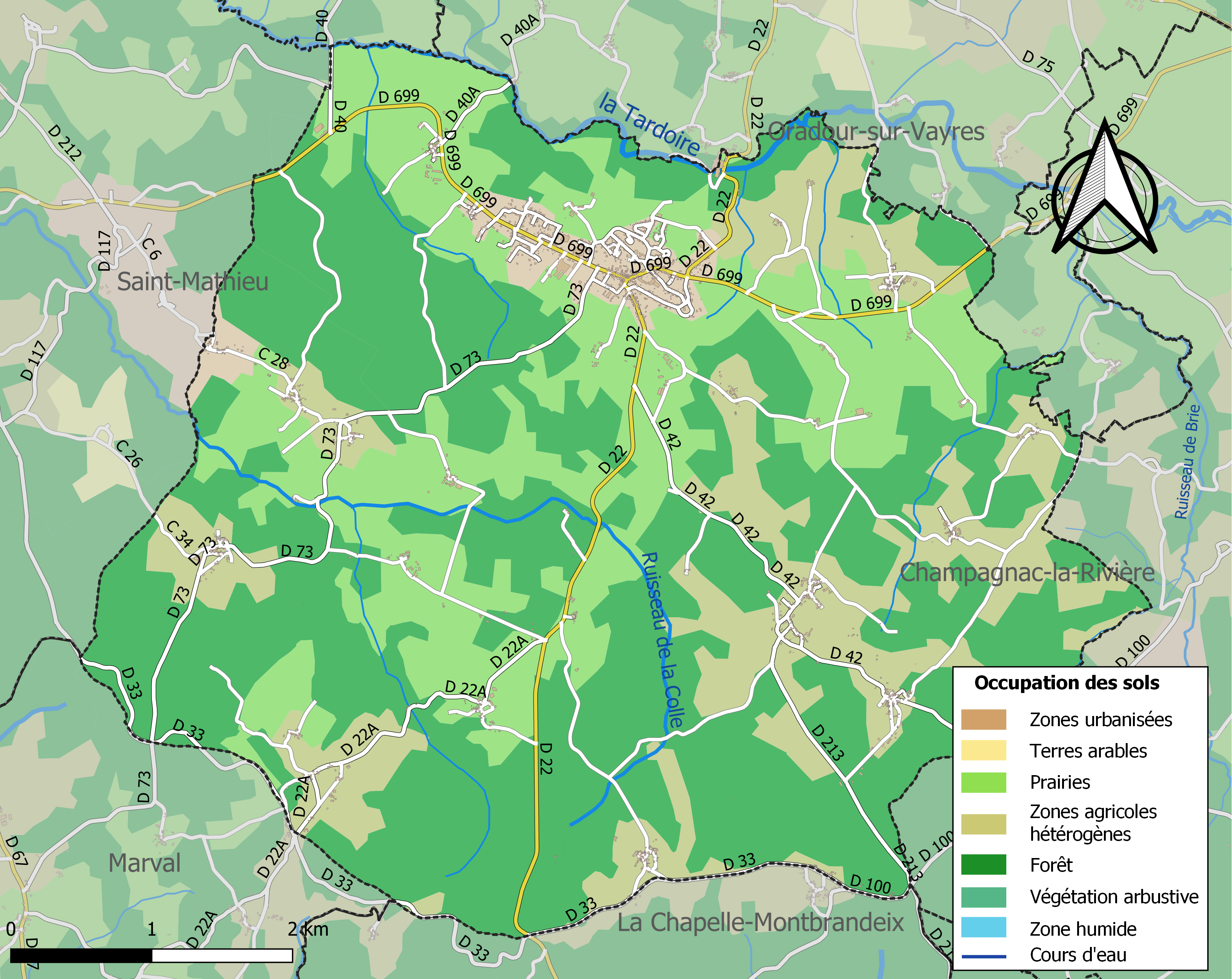
Carte des infrastructures et de l'occupation des sols de la commune en 2018 (CLC).

### Risques majeurs
Le territoire de la commune de Cussac est vulnérable à différents aléas naturels : météorologiques (tempête, orage, neige, grand froid, canicule ou sécheresse) et séisme (sismicité faible). Il est également exposé à un risque particulier : le risque de radon. Un site publié par le BRGM permet d'évaluer simplement et rapidement les risques d'un bien localisé soit par son adresse soit par le numéro de sa parcelle.

#### Risques naturels

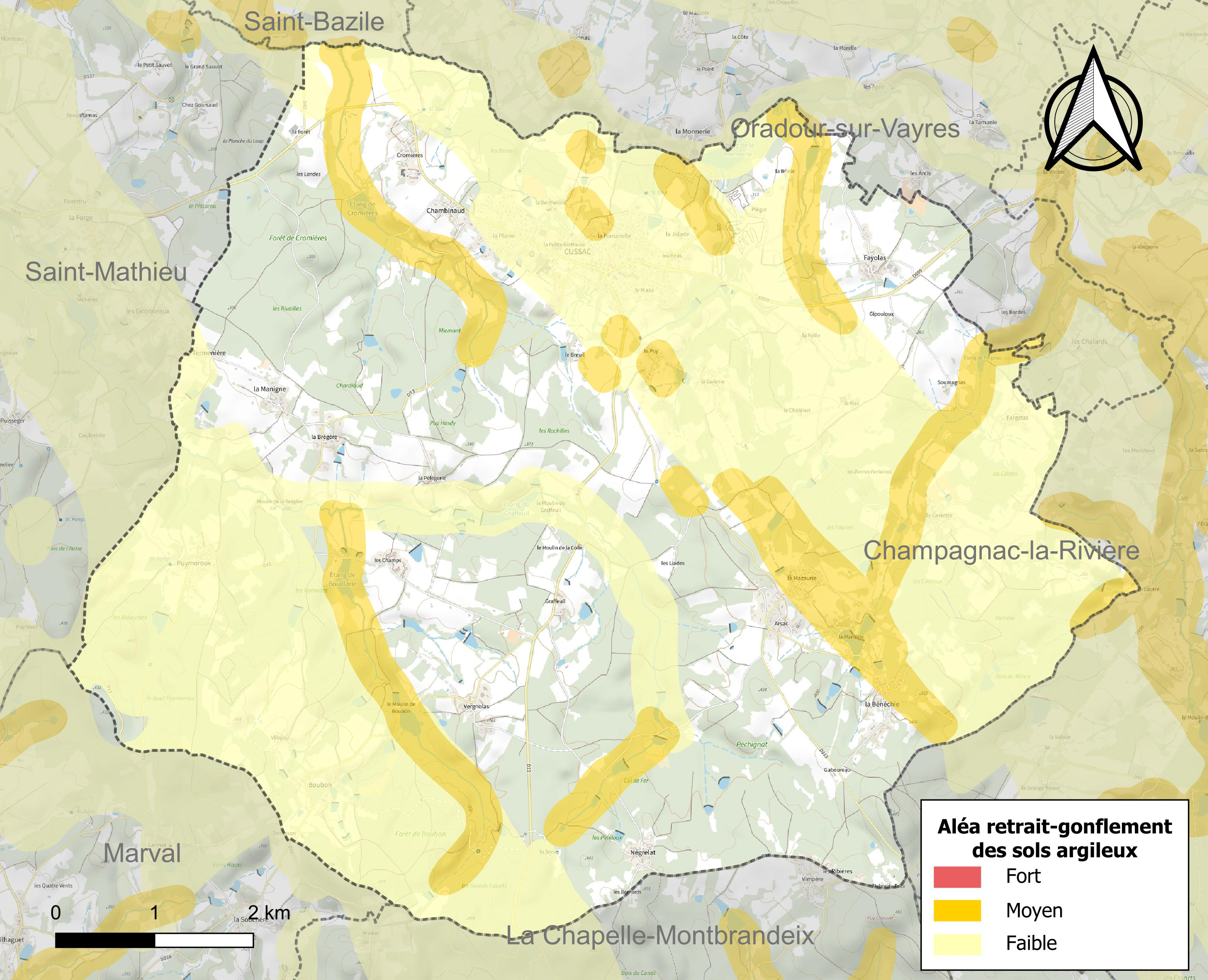
Carte des zones d'aléa retrait-gonflement des sols argileux de Cussac.

Le retrait-gonflement des sols argileux est susceptible d'engendrer des dommages importants aux bâtiments en cas d’alternance de périodes de sécheresse et de pluie. 14,9 % de la superficie communale est en aléa moyen ou fort (27 % au niveau départemental et 48,5 % au niveau national métropolitain). Depuis le 1er octobre 2020, en application de la loi ÉLAN, différentes contraintes s'imposent aux vendeurs, maîtres d'ouvrages ou constructeurs de biens situés dans une zone classée en aléa moyen ou fort,.
La commune a été reconnue en état de catastrophe naturelle au titre des dommages causés par les inondations et coulées de boue survenues en 1982 et 1999 et par des mouvements de terrain en 1999.

#### Risque particulier
Dans plusieurs parties du territoire national, le radon, accumulé dans certains logements ou autres locaux, peut constituer une source significative d’exposition de la population aux rayonnements ionisants. Selon la classification de 2018, la commune de Cussac est classée en zone 3, à savoir zone à potentiel radon significatif.

## Toponymie
L'origine du nom de la commune pourrait trouver son origine par la géographie de la région qui était très boisée de chênes, « Cass » issu de « Cassano » et suivie du suffixe « ac » dérivant du gaulois latinisé « acu » signifiant la possession d’un domaine, le préfixe désignant souvent le nom du propriétaires.
Le nom de Cussac apparaît pour la première fois dans un document remontant à 1242 relatant le mariage de Marguerite de Limoges, petite fille d’Henri Ier, avec Aymeric VIII, Vicomte de Rochechouart. (« …par sentence arbitrale du 3 des nones d’avril 1242, elle eut pour dot les forteresses et ville de Cussac, d’Oradour… »).

## Histoire

### Historique
Le village appartenait à la seigneurie de Cromières.
L'église de Cussac date du XIe siècle. Il existait aussi le monastère de Boubon, qui fut vendu et détruit après la Révolution française ; il relevait de l'ordre de Fontevrault.
Au XVIIIe siècle, des fondeurs de cloches (« campaniers ») et des potiers d’étain (« estagners ») viennent s’installer à Cussac.
À partir de 1941, les environs de Cussac abritent des maquis :
- au village de la Bénéchie avec Jean Fredon (fusillé à la prison de Tulle le 2 avril 1944), André Jallageas, les frères Deville, les frères Rampnoux[25] ;
- dans la forêt de Boubon (caches de maquisards creusées dans le tuff)[26].

Fin août 1943, les FTP de Cussac sabotent le pont tournant ferroviaire de Saint-Sulpice-Laurière, à 160 km de là.
En juillet 1944, les docteurs Bapt et Benech, de l'inspection départementale de la santé, entrés en résistance depuis 1943, font livrer du matériel médical et chirurgical au maquis de Cussac pour soigner les blessés.
Les résistants de l'Armée Secrète de la forêt de Boubon participent aux combats d'Oradour-sur-Vayres du 19 juillet 1944.

## Politique et administration

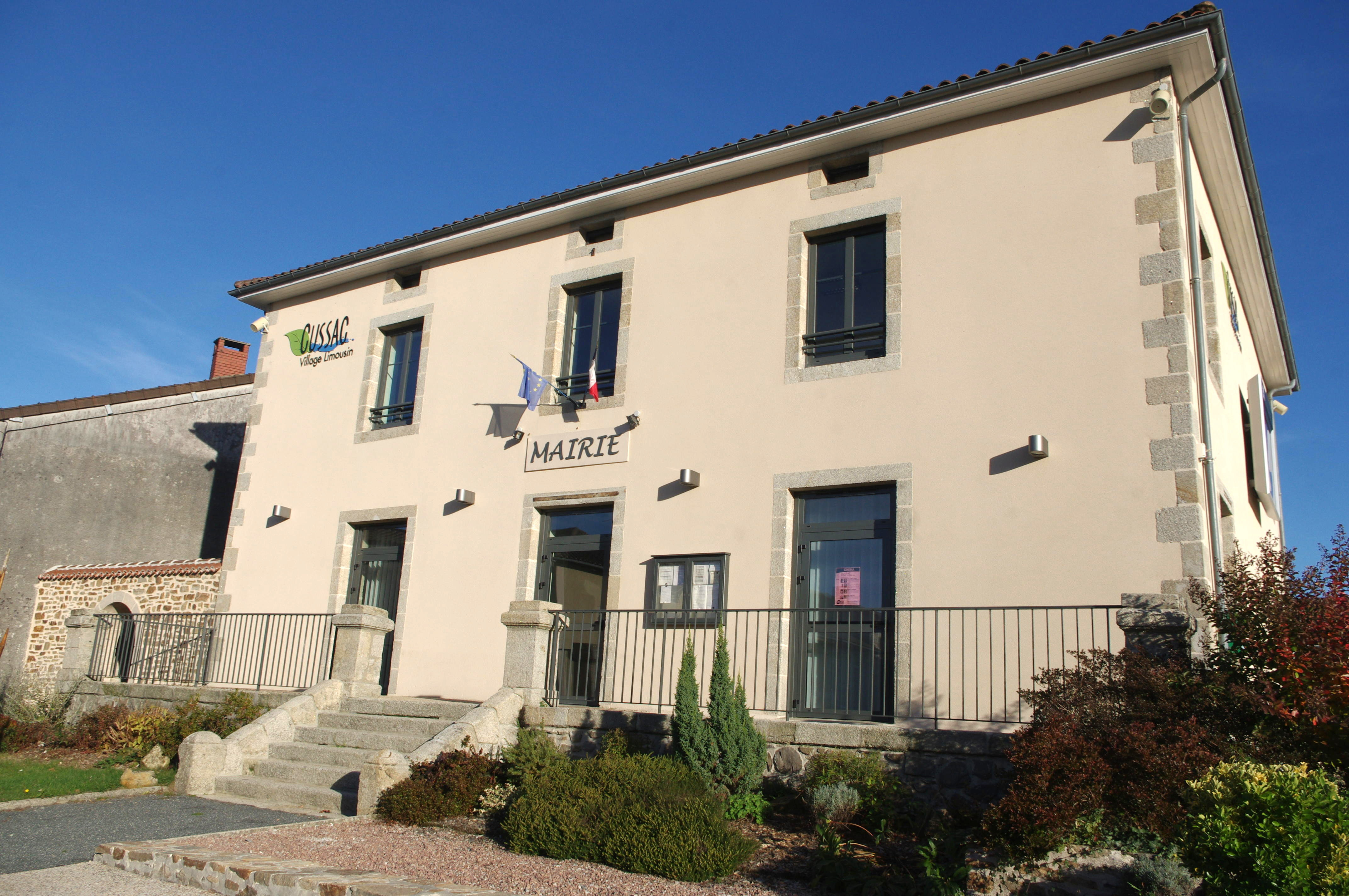
La mairie de Cussac.

### Liste des maires
| Période   | Période   | Identité                       | Étiquette                  | Qualité                                                          |
| --------- | --------- | ------------------------------ | -------------------------- | ---------------------------------------------------------------- |
| 1793      | 1800      | DUVOISIN-VERGNOLAS             |                            |                                                                  |
| 1800      | 1814      | Pierre DUVOISIN DE LA SERVE    |                            | Député Maire                                                     |
| 1815      | 1821      | Auguste Benoît DELAVERGNE      |                            |                                                                  |
| 1822      | 1831      | DE BERMONDET de CROMIÈRES      |                            |                                                                  |
| 1831      | 1843      | François FRUGIER-PUYBOYER      |                            |                                                                  |
| 1843      | 1848      | Auguste Benoît DELAVERGNE      |                            |                                                                  |
| 1848      | 1865      | Jean-Baptiste FRUGIER-PUYBOYER |                            |                                                                  |
| 1865      | 1870      | Martial DUVOISIN               |                            |                                                                  |
| 1870      | 1881      | Martial DUVOISIN               |                            |                                                                  |
| 1881      | 1893      | Amédée FRUGIER-PUYBOYER        |                            | Député Maire                                                     |
| 1893      | 1900      | Renaud DE CROMIÈRES            |                            |                                                                  |
| 1900      | 1902      | Gabriel PUYBOYER               |                            |                                                                  |
| 1902      | 1904      | Prosper RUAUD                  |                            |                                                                  |
| 1904      | 1925      | Gabriel FRUGIER-PUYBOYER       |                            |                                                                  |
| 1925      | 1936      | Charles François BLANCHER      |                            |                                                                  |
| mars 1936 | 1945      | Charles François BLANCHER      |                            |                                                                  |
| 1945      | 1965      | André ALLAFORT                 | PCF                        | Artisan coiffeur                                                 |
| 1965      | 1995      | Michel MOREAU                  |                            |                                                                  |
| 1995      | 2001      | Jean BIOJOUX                   |                            |                                                                  |
| mars 2001 | mars 2014 | Guy DESPLAS                    |                            |                                                                  |
| mars 2014 | 2020      | Luc GABETTE                    | Cussac Développement (DVD) |                                                                  |
| 2020      | En cours  | Dominique CHAMBON              | DVG                        | Ancien directeur commercial, conseiller départemental remplaçant |

## Démographie
L'évolution du nombre d'habitants est connue à travers les recensements de la population effectués dans la commune depuis 1793. Pour les communes de moins de 10 000 habitants, une enquête de recensement portant sur toute la population est réalisée tous les cinq ans, les populations de référence des années intermédiaires étant quant à elles estimées par interpolation ou extrapolation. Pour la commune, le premier recensement exhaustif entrant dans le cadre du nouveau dispositif a été réalisé en 2004.

En 2022, la commune comptait 1 148 habitants, en évolution de −7,87 % par rapport à 2016 (Haute-Vienne : −0,68 %, France hors Mayotte : +2,11 %).
| 1793  | 1800  | 1806  | 1821 | 1831  | 1836  | 1841  | 1846  | 1851  |
| ----- | ----- | ----- | ---- | ----- | ----- | ----- | ----- | ----- |
| 1 579 | 1 638 | 1 629 | 698  | 1 895 | 1 991 | 2 007 | 2 020 | 2 042 |

| 1856  | 1861  | 1866  | 1872  | 1876  | 1881  | 1886  | 1891  | 1896  |
| ----- | ----- | ----- | ----- | ----- | ----- | ----- | ----- | ----- |
| 1 935 | 1 864 | 1 906 | 1 811 | 1 896 | 1 955 | 2 097 | 2 037 | 2 073 |

| 1901  | 1906  | 1911  | 1921  | 1926  | 1931  | 1936  | 1946  | 1954  |
| ----- | ----- | ----- | ----- | ----- | ----- | ----- | ----- | ----- |
| 2 038 | 2 023 | 2 027 | 1 755 | 1 586 | 1 468 | 1 368 | 1 334 | 1 252 |

| 1962  | 1968  | 1975  | 1982  | 1990  | 1999  | 2004  | 2006  | 2009  |
| ----- | ----- | ----- | ----- | ----- | ----- | ----- | ----- | ----- |
| 1 155 | 1 183 | 1 253 | 1 252 | 1 206 | 1 123 | 1 214 | 1 179 | 1 193 |

| 2014  | 2019  | 2022  | - | - | - | - | - | - |
| ----- | ----- | ----- | - | - | - | - | - | - |
| 1 242 | 1 192 | 1 148 | - | - | - | - | - | - |

## Culture locale et patrimoine

### Lieux et monuments
- Le château du domaine de Cromières[40] ayant appartenu à Jean de Selve.
- Bonnes fontaines et arbre votif de la Mazaurie[41].
- L’église Saint-Pierre-ès-Liens date du XIe siècle
- Les souterrains sous la place de l’Église.
- Le monastère de Boubon.
- Le manoir du Puy.
- La Jalade.
- Clédier rond.
- La voie antique (le chemin La Pouge), proche du bourg.

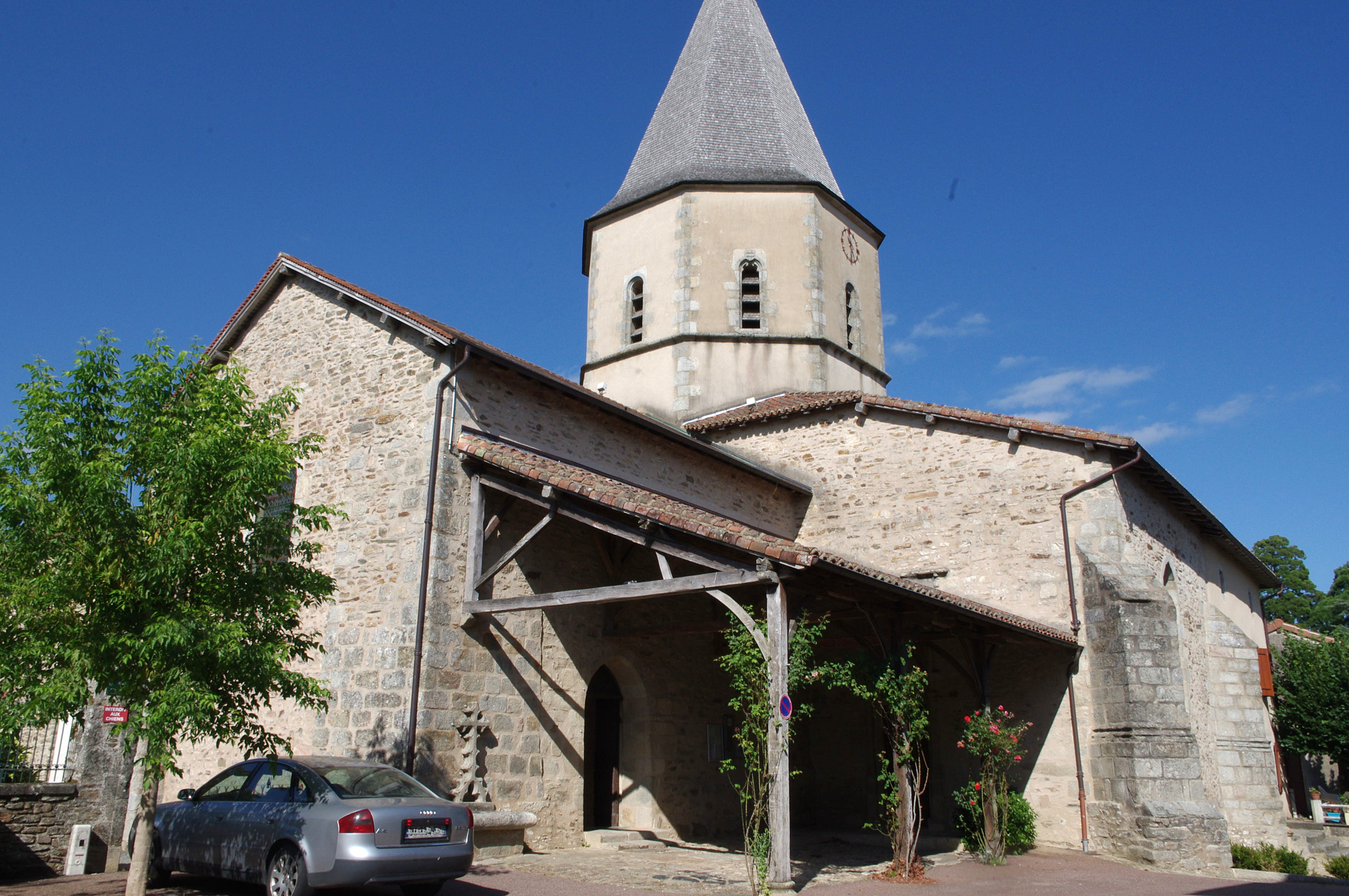
L'église
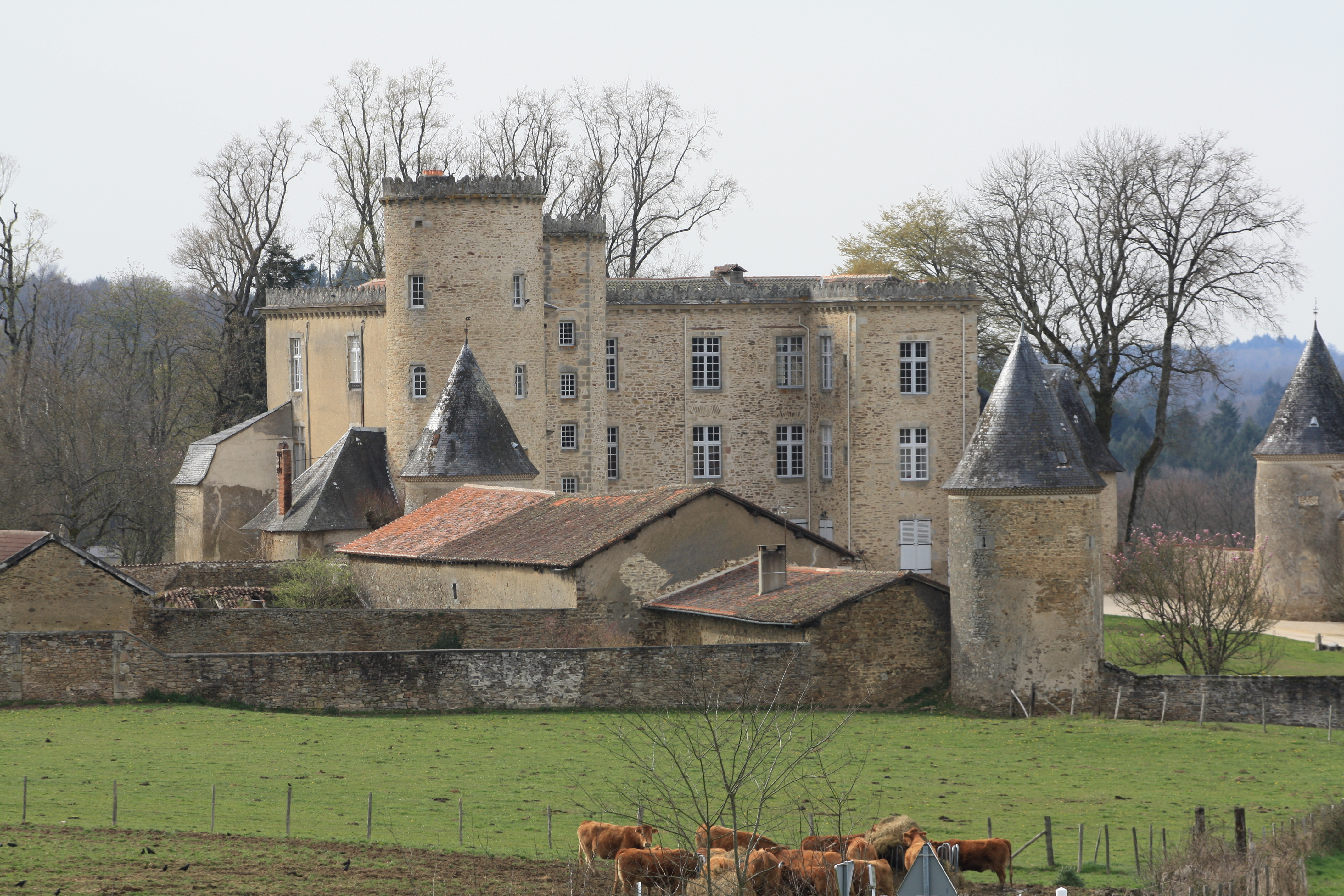
Le château de Cromière.
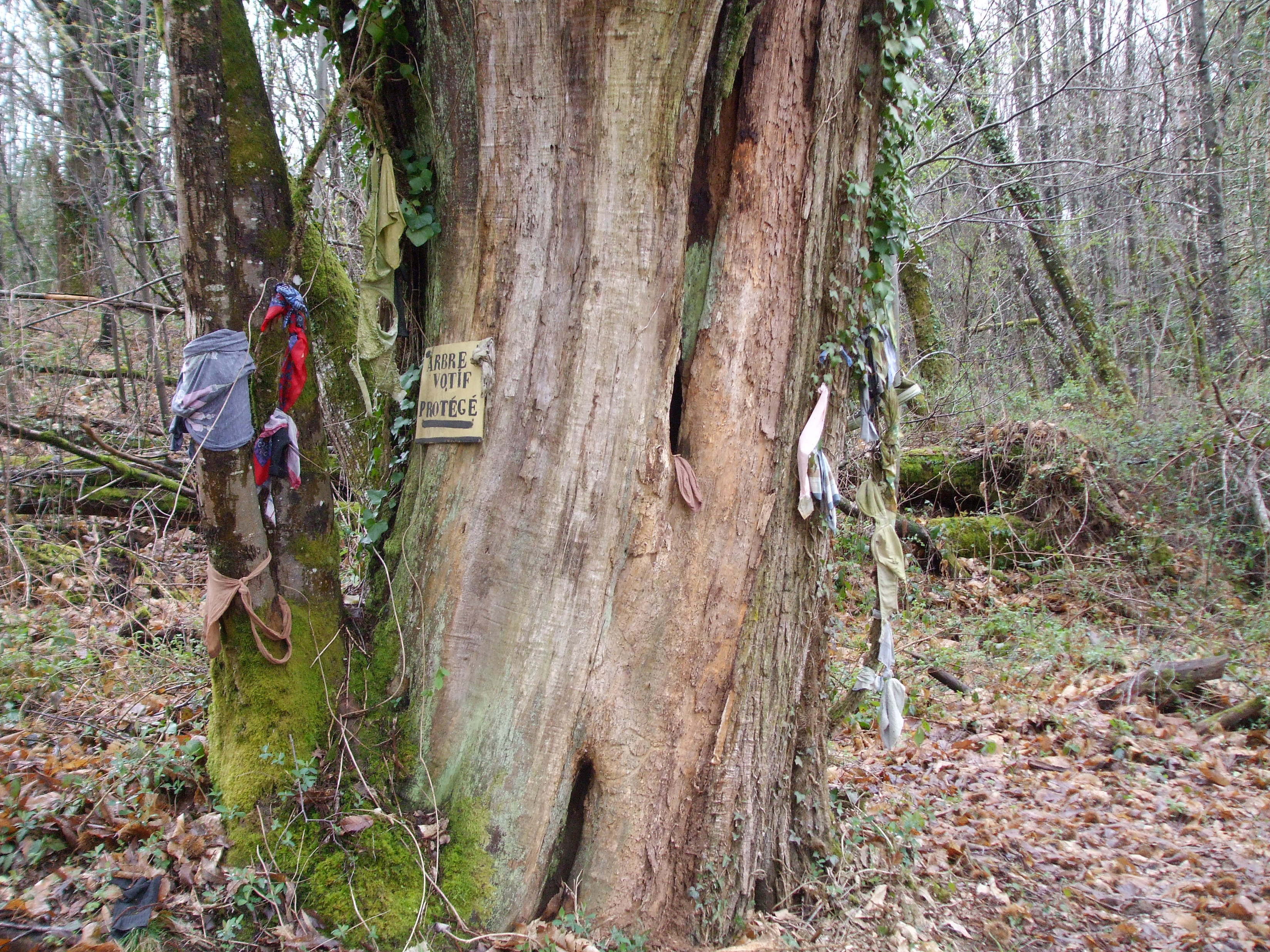
Arbre votif de La Mazaurie.
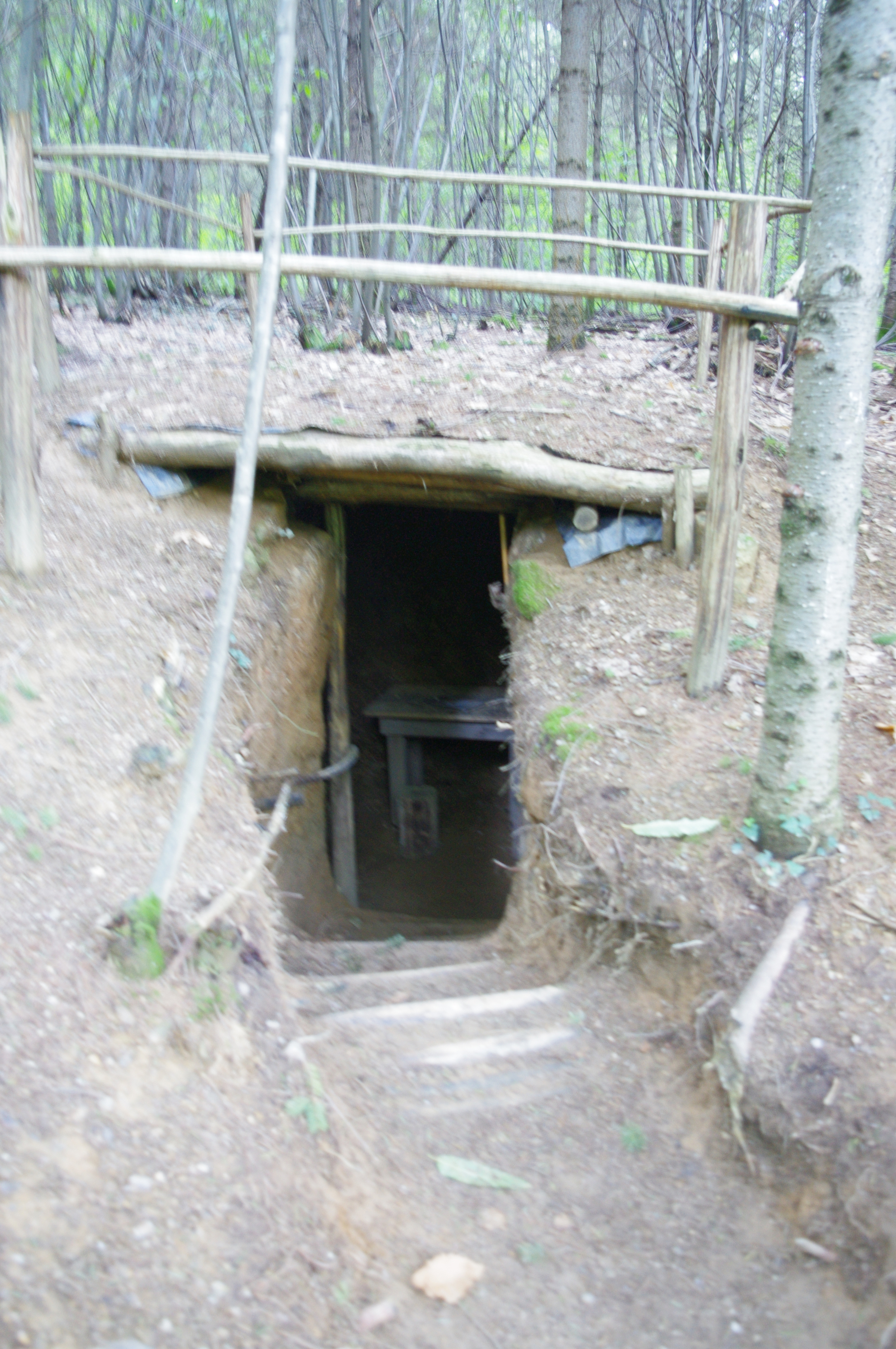
Reconstruction d'une cachette de la résistance, dans la forêt de Boubon.
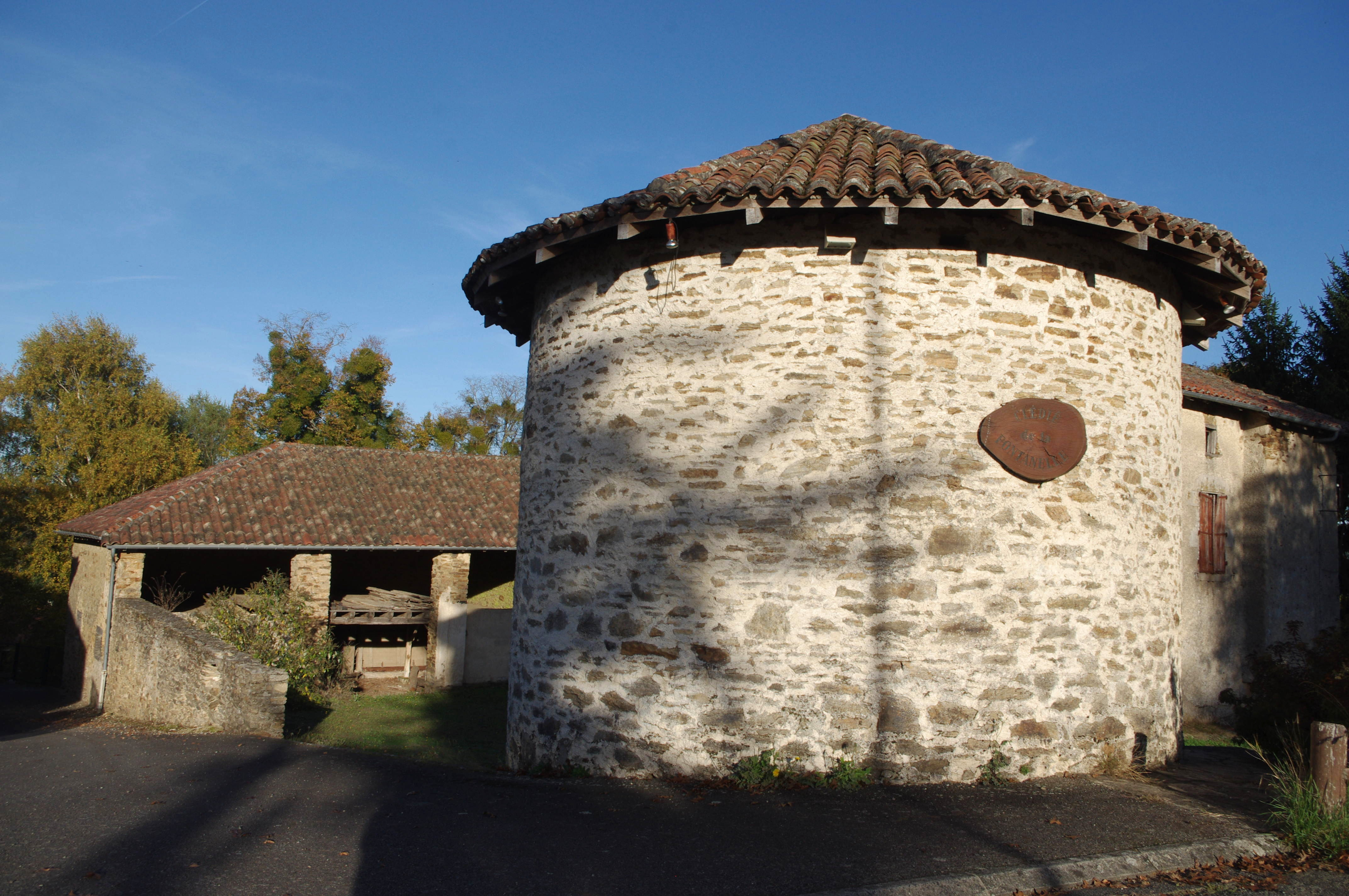
Le clédier près de l'église.

### Patrimoine naturel

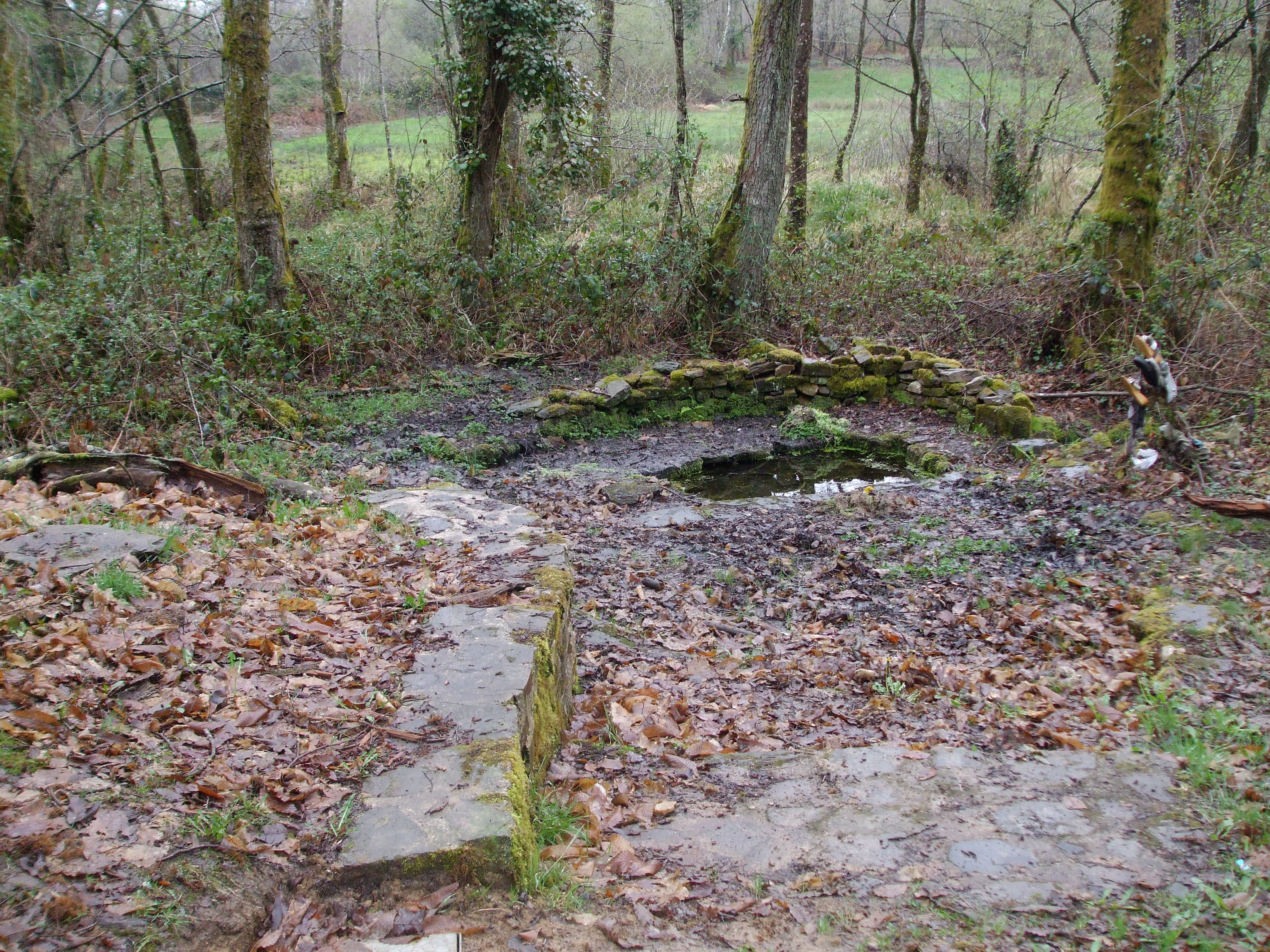
Bonne fontaine de La Mazaurie.

La commune fait partie du parc naturel régional « Périgord-Limousin ».
Elle est concernée par la vaste « réserve de biosphère du bassin de la Dordogne », un espace protégé et géré Natura 2000. Si elle manque de peu d'entrer dans sa « zone tampon » (5 070,0106 km²) dont elle jouxte la limite sud-ouest, la commune fait partie de la zone qui l'entoure, dite « zone de transition » (188 025,62 km²).

#### ZNIEFF
La commune présente trois zones naturelles d'intérêt écologique, faunistique et floristique (ZNIEFF).
- La ZNIEFF continentale de type 2 de la « vallée de la Tardoire (du moulin de Cros à Peyrassoulat) »[45], soit 2 130,31 hectares, concerne dix communes[Note 3] dont Cussac.
- La ZNIEFF continentale de type 1 de l'« étang de la Monnerie (vallée de la Tardoire) »[46], soit 30,11 hectares, concerne Cussac et Oradour-sur-Vayres. Cette ZNIEFF comprend une chênaie mésophile et une aulnaie-saulaie marécageuse, une mégaphorbiaie de plaine à angéliques, des bras morts de la Tardoire et des mares. On y trouve le râle d'eau (Rallus aquaticus), la loutre (Lutra lutra), l'hespérie à miroirs (Heteropterus morpheus, papillon menacé en Limousin), le galéruque à 4 taches (Phyllobrotica quadrimaculata) ou le Gnorimus variabilis octopunctatus. Cette ZNIEFF est complètement incluse dans la ZNIEFF de la « Vallée de la Tardoire (du moulin de Cros à Peyrassoulat) »[45].
- La ZNIEFF continentale de type 1 du « bois des Essarts »[47], soit 702,41 hectares, concerne Châlus, Champagnac-la-Rivière, La Chapelle-Montbrandeix, Cussac et Dournazac. Elle comprend l'étang de Masselièvre à l'ouest (sur La Chapelle) et le ruisseau de Brie à l'est (sur Champagnac). Entre les deux, une châtaigneraie intéressante pour les insectes saproxyliques qu'elle abrite.

### Personnalités liées à la commune
- Jean du Doucet, évêque de Belley, Prince du Saint-Empire.
- Pierre Duvoisin de Laserve (1756-1814), député de la Haute-Vienne.
- Amédée Frugier-Puyboyer (1835-1893), député-maire de Cussac.
- Léonard Chambonnaud (1837-1953), auteur de manuels scolaires.
- L'abbé Paul Elias est né à Cussac en 1897. Il fit édifier le lieu de pèlerinage de Notre-Dame-de-la-Paix à Saint-Auvent et reçut la médaille de Juste parmi les nations par l'institut du Yad Vashem[48].
- Eugène Pinte (1902-1951), dit commandant « Athos ». Dès fin 1940, ce patriote prend contact avec d'autres officiers et constitue les premiers embryons de réseaux de l'Organisation de résistance armée (ORA), dans les secteurs de Cussac et Séreilhac.
- Jean Fredon (1911-1944), résistant fusillé à Tulle le 2 avril 1944, né à Cussac.
- Michel Oudot de Dainville (1915-2001), général de brigade, né à Cussac.
- René Rougerie est un éditeur français de poésie, né à Cussac le 5 janvier 1926, et mort le 12 mars 2010 à Lorient.
- Éric de Cromières (1953-2020), dirigeant sportif et cadre dirigeant de la société Michelin, originaire de Cussac.

### Héraldique
| Blason de Cussac | Blason  | Tiercé en pairle renversé: au 1er de sinople à la bogue de châtaignier d'or, au 2e d'or à la quenouille de sinople, au 3e d'azur à trois fasces ondées d‘argent; le tout sommé d'un chef d'azur chargé de deux fasces ondées d'argent. |
| Blason de Cussac | Détails | |

## Pour approfondir